# Lněnka
Lněnka (Thesium) je rod s asi 345 druhy poloparazitických vytrvalých nebo jednoletých rostlin. Tyto převážně nenápadné, drobnější rostliny vyrůstají, vyjma arktických končin, více či méně po celém světě. V České republice se vyskytuje 8 druhů a v celé Evropě 26 s mnoha poddruhy.

## Popis
Lněnky jsou nevysoké vytrvalé rostliny nebo méně často jednoletky. Většinou z jejich dřevnatého oddenku vyrůstají v hustém trsu nazelenalé, vzpřímené nebo poléhavé lodyhy se střídavými přisedlými listy které jsou kopinaté až čárkovité a na konci zašpičatělé, mívají 1 až 3 žilky. Poměrně drobné, pětičetné nebo čtyřčetné, pravidelné, oboupohlavné květy jsou seskupeny do květenství hrozen nebo lata, až na výjimky se pod květen nachází listen a dva listence. Nerozlišené zvonkovité nebo nálevkovité trvalé okvětí je vytvořeno pěti nebo čtyřmi částečně srostlými okvětními lístky na koncích často zašpičatělými, z vnější strany jsou nazelenalé nebo nažloutlé a z vnitřní bělavé. V květu je pět nebo jen čtyři tyčinky s volnými nitkami nesoucími intorzní vejčité nebo elipsoidní prašníky. Jednopouzdry spodní semeník vzniklý srůstem tří plodolistů má jednu čnělku s paličkovitou nebo třílaločnou bliznou. Květy s nektarovými žlázkami jsou opylovány hmyzem nebo dochází k samoopylení. Podlouhlé plody jsou nazývány oříšky nebo nažkami bez chmýří, jsou v horní části pokryty suchými zbytky okvětí.

## Rozmnožování
Lněnky se rozmnožují plazivými výběžky oddenků nebo semeny. Ze semene roste nová rostlinka pomalu, nejprve vypustí svůj hlavní kořínek a z něj teprve vypučí vláskovité kořínky hledající vhodný kořen rostliny k parazitování, může to být travina, jiná bylina nebo i stálezelené keře nebo stromy, jednotlivé druhy lněnky převážně nejsou úzce vázány na specifickou rostlinu. Po nalezení vyhovujícího kořene vroste přes tzv. haustoria do jeho xylému a odčerpává z něho minerální látky a vodu. Nenalezne-li vhodného hostitele, lněnka většinou chřadne a zahyne, nebo roste ale není schopná vykvést.

## Taxonomie
V České republice roste lněnka v 8 druzích:
- lněnka alpská Thesium alpinum L.
- lněnka rolní Thesium arvense Horv.
- lněnka bavorská Thesium bavarum Schrank
- lněnka Dollinerova Thesium dollineri Murb.
- lněnka bezlistenná Thesium ebracteatum Hayne
- lněnka lnolistá Thesium linophyllon L.
- lněnka pyrenejská Thesium pyrenaicum Pourr.
- lněnka zobánkatá Thesium rostratum Mert. et W. D. J. Koch

Jednotlivé druhy vyrůstají většinou jen na několika málo místech a v malých počtech kvetoucích jedinců. Jsou proto v posledním „Seznamu cévnatých rostlin květeny České republiky“ z roku 2012 zařazeny mezi:
- kriticky ohrožené druhy (C1) – lněnka bezlistenná, lněnka Dollinerova, lněnka rolní a lněnka zobánkatá,
- silně ohrožené druhy (C2) – lněnka bavorská a lněnka pyrenejská,
- ohrožené druhy (C3) – lněnka alpská a lněnka lnolistá.[7][8]